# Бєляєв Микола Семенович
Микола Семенович Бєляєв (14 травня 1925, с. Землянки, нині Донецької області — 30 серпня 2004, м. Богодухів Харківської області) — український педагог та краєзнавець.

## Біографія
Брав участь у Другій світовій війні. У 1949—1954 рр. навчався на історичному факультеті Харківського державного університету імені О. М. Горького. Після закінчення був направлений вчителем історії до Богодухівської середньої школи № 2. З 1955 р. по 1965 р. був її директором. У 1965—1985 рр. очолював педагогічний колектив Богодухівської середньої школи № 1 (нині — Богодухівська гімназія № 1). Завдяки його наполегливій праці школа стала найкращою в районі. З 1975 року навчальний заклад є асоційованою школою ЮНЕСКО. Один з організаторів Богодухівського районного краєзнавчого музею, з 1985 р. по 2002 р. — його директор.

## Краєзнавча діяльність

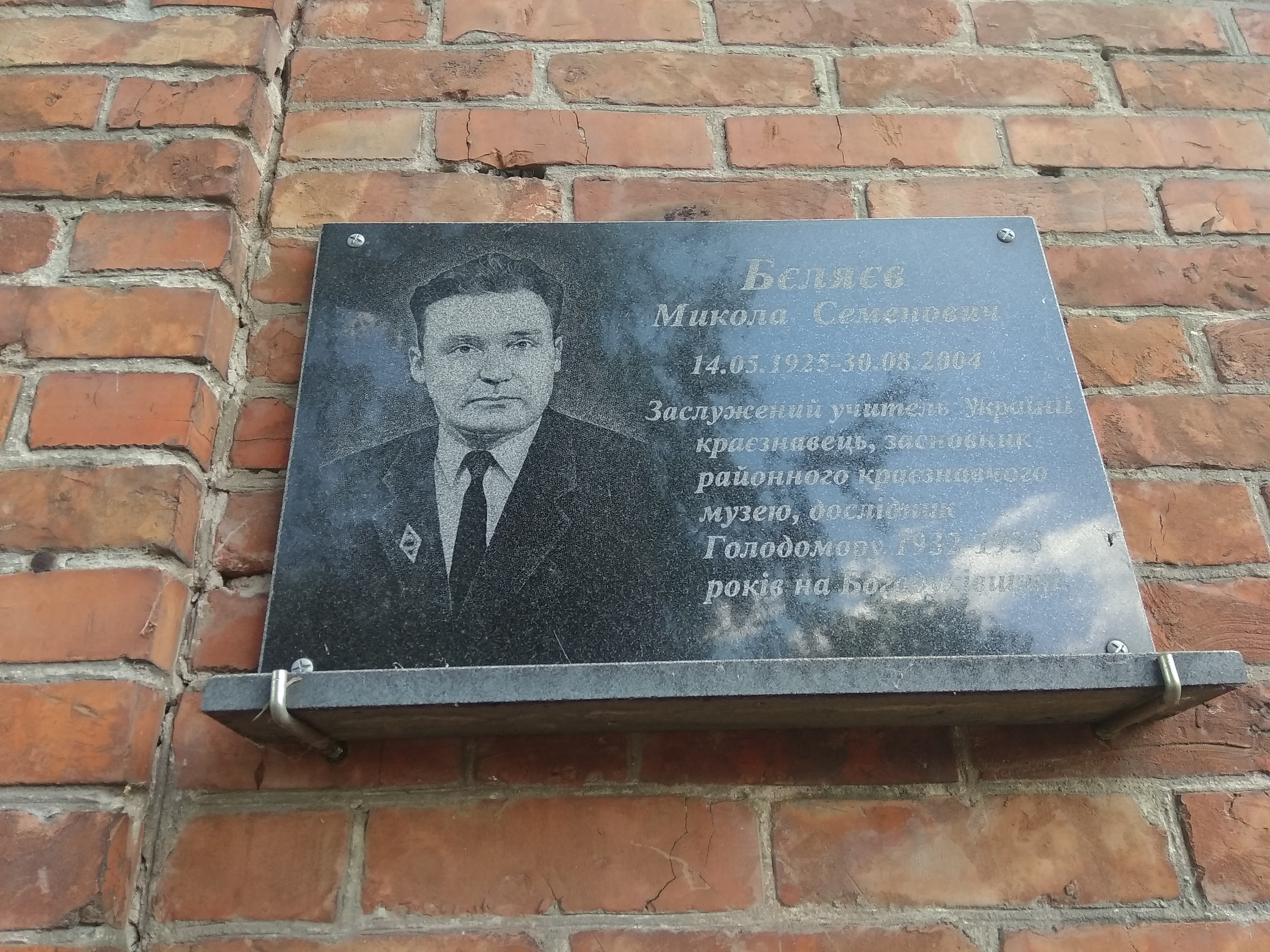
Меморіальна дошка Миколі Бєляєву на будівлі Богодухівського краєзнавчого музею

Протягом 1950-х — 1980-х рр. М. С. Беляєв разом з учнями здійснив близько 60 експедицій, під час яких відкрито 12 археологічних пам'яток. Серед заходів, які проводив педагог — туристичні подорожі та екскурсії, походи місцями козацької та бойової слави, зустрічі з іноземними студентами, які навчалися в Харкові. Один з перших дослідників Голодомору 1932—1933 рр. на Харківщині.

## Праці
Автор численних (понад 200) статей у «Книзі пам'яті», в місцевій пресі, нарису про м. Богодухів у томі «Історія міст і сіл Української РСР. Харківська область». Співавтор кількох монографій, серед яких: «Наш край — Богодухівщіна» (1993)
«Криниця світла и добра: Нариси про людей, Чиї долі пов'язані з Богодухівщіною» (2002).

## Нагороди
Нагороджений орденом Вітчизняної війни ІІ ст. (1985). Заслужений вчитель України (1989). Почесний член Всеукраїнської спілки краєзнавців України. Почесний громадянин м. Богодухів (1996) та Богодухівського району (2013, посмертно).

## Пам'ять
У 2007 р. на будівлі Богодухівського районного краєзнавчого музею було відкрито меморіальну дошку на честь М. С. Бєляєва.